# 冨田健司
冨田 健司（とみた けんじ、1970年 - ）は日本の経営学者。専門は、経営学・マーケティング論。同志社大学教授。日本マーケティング学会ベストペーパー賞受賞。

## 人物
愛知県稲沢市生まれ。名古屋市立菊里高等学校を経て、1994年一橋大学商学部商学科卒業、同年東海銀行（現三菱UFJ銀行）入行。1996年に東海銀行を退社し、一橋大学大学院商学研究科修士課程に入学。1998年一橋大学大学院商学研究科修士課程修了。2014年「創薬における知識マーケティング 」で東京大学より博士（学術）の学位を取得。
1998年、財団法人医療科学研究所研究員就任。2000年から2002年まで早稲田大学アジア太平洋研究所助手。2002年早稲田大学大学院商学研究科博士後期課程単位取得退学、同年静岡大学人文学部経済学科専任講師就任。2004年同助教授昇格、2007年同准教授。ボンド大学経営大学院非常勤講師、コロンビア大学コロンビア・ビジネス・スクール客員研究員、ボストン大学経営大学院客員研究員等。2008年同志社大学商学部准教授を経て、2013年教授。2015年「創薬のライセンス・イン／アウトで知識をマーケティングする際の特性」で日本マーケティング学会2015年カンファレンスベストペーパー賞受賞。

## 主著
- 『知識マーケティング』（単著、中央経済社、2015年）
- 『1からのマーケティング分析』（共編、中央経済社、2011年）
- 『顧客のロイヤルティの時代』（共著、同文館、2004年）
- 『商品開発・管理入門』（共著、中央経済社、2007年）など